# ATP Tour World Championships 1998 - Singolare
Il singolare dell'ATP Tour World Championships 1998 è stato un torneo di tennis facente parte dell'ATP Tour.
Pete Sampras era il detentore del titolo, ma ha perso in semifinale contro Àlex Corretja.
Àlex Corretja ha battuto in finale 3–6, 3–6, 7–5, 6–3, 7–5, Carlos Moyá.

## Teste di serie
1. Pete Sampras (semifinali)
2. Marcelo Ríos (round robin, Ritiro per infortunio)
3. Andre Agassi (round robin, Ritiro per infortunio)
4. Carlos Moyá (finale)
5. Àlex Corretja (campione)

1. Karol Kučera (round robin)
2. Tim Henman (semifinali)
3. Evgenij Kafel'nikov (round robin)
4. Greg Rusedski (round robin)
5. Albert Costa (round robin)

## Tabellone

### Legenda
| - Q = Qualificato - WC = Wild card - LL = Lucky loser | - ALT = Alternate - SE = Special Exempt - PR = Protected Ranking | - w/o = Walkover - r = Ritirato - d = Squalificato |

### Finale
|  | Semifinale | Semifinale    | Semifinale    | Semifinale    | Semifinale | Semifinale | Semifinale |  |  | Finale | Finale        | Finale | Finale | Finale | Finale | Finale |  |
|  |            |               |               |               |            |            |            |  |  |        |               |        |        |        |        |        |  |
|  | 4          | Carlos Moyá   | Carlos Moyá   | Carlos Moyá   | 6          | 3          | 7          |  |  |        |               |        |        |        |        |        |  |
|  | 7          | Tim Henman    | Tim Henman    | Tim Henman    | 4          | 6          | 5          |  |  | 4      | Carlos Moyá   | 6      | 6      | 5      | 3      | 5      |  |
|  | 5          | Àlex Corretja | Àlex Corretja | Àlex Corretja | 4          | 6          | 7          |  |  | 5      | Àlex Corretja | 3      | 3      | 7      | 6      | 7      |  |
|  | 1          | Pete Sampras  | Pete Sampras  | Pete Sampras  | 6          | 3          | 63         |  |  |        |               |        |        |        |        |        |  |

### Gruppo rosso
|   |                     | Sampras  | Moyá             | Kučera           | Kafel'nikov      | RR V–P | Set V–P | Game V–P | Posizione |
| 1 | Pete Sampras        |          | 6–3, 6–3         | 6–2, 6–1         | 6–2, 6–4         | 3–0    | 6–0     | 36–15    | 1         |
| 4 | Carlos Moyá         | 3–6, 3–6 |                  | 6(5)–7, 7–5, 6–3 | 7–5, 7–5         | 2–1    | 4–3     | 39–37    | 2         |
| 6 | Karol Kučera        | 2–6, 1–6 | 7–6(5), 5–7, 3–6 |                  | 7–6(3), 3–6, 2–6 | 0–3    | 2–6     | 30–49    | 4         |
| 8 | Evgenij Kafel'nikov | 2–6, 4–6 | 5–7, 5–7         | 6(3)–7, 6–3, 6–2 |                  | 1–2    | 2–5     | 34–38    | 3         |

La classifica viene stilata in base ai seguenti criteri: 1) Numero di vittorie; 2) Numero di partite giocate; 3) Scontri diretti (in caso di due giocatori pari merito ); 4) Percentuale di set vinti o di games vinti (in caso di tre giocatori pari merito ); 5) Decisione della commissione.

### Gruppo bianco
|      |                            | Ríos Costa                        | Agassi Rusedski                    | Corretja                           | Henman              | RR V–P  | Set V–P | Game V–P    | Posizione |
| 2 10 | Marcelo Ríos Albert Costa  |                                   | 6(5)–7, 1–6 (w/ Costa & Rusedski)  | 2–6, 4–6 (w/ Costa)                | 5–7, 1–6 (w/ Ríos)  | 0–1 0–2 | 0–2 0–4 | 6–13 13–25  | 4 6       |
| 3 9  | Andre Agassi Greg Rusedski | 7–6(5), 6–1 (w/ Rusedski & Costa) |                                    | 7–5, 3–6, 1–2 ritirato (w/ Agassi) | 6–2, 6–4            | 0–1 2–0 | 1–2 4–0 | 11–13 25–13 | 3 5       |
| 5    | Àlex Corretja              | 6–2, 6–4 (w/ Costa)               | 5–7, 6–3, 2–1 ritirato (w/ Agassi) |                                    | 6(4)–7, 7–6(4), 2–6 | 2–1     | 5–3     | 40–36       | 2         |
| 7    | Tim Henman                 | 7–5, 6–1 (w/ Ríos)                | 2–6, 4–6                           | 7–6(4), 6(4)–7, 6–2                |                     | 2–1     | 4–3     | 38–33       | 1         |

La classifica viene stilata in base ai seguenti criteri: 1) Numero di vittorie; 2) Numero di partite giocate; 3) Scontri diretti (in caso di due giocatori pari merito ); 4) Percentuale di set vinti o di games vinti (in caso di tre giocatori pari merito ); 5) Decisione della commissione.